# پیتر گرونبرگر
پیتر گرونبرگر (انگلیسی: Peter Grünberger; ۲۰ نوامبر ۱۹۶۲ – 6. Mai 2021) بازیکن فوتبال اهل آلمان بود.
از باشگاه‌هایی که در آن بازی کرده‌است می‌توان به باشگاه فوتبال بایرن مونیخ و باشگاه فوتبال بوخوم اشاره کرد.
وی همچنین در تیم‌های ملی فوتبال جوانان آلمان، و جوانان آلمان، بازی کرده‌است.